# Fernando Martínez Vidal
Fernando Martínez Vidal (Valparaíso, 1957) és un publicitari i polític espanyol.

## Biografia
Nascut a la ciutat xilena de Valparaíso el 1957 de pares espanyols, es va traslladar a Espanya en la dècada de 1970, i es va afiliar a Aliança Popular (AP) el desembre de 1977. Publicitari de professió, és militant del Partit Popular des de la seva fundació el 1989. Dissenyador del símbol del PP, ha defensat en innombrables ocasions que aquest es tracta d'un xatrac i no d'una gavina («tan nociva al mar com un colom a terra» segons Martínez Vidal), tal com es va obstinar el fundador del partit Manuel Fraga.
Va ser regidor de l'Ajuntament de Madrid durant les corporacions 1995-1999 i 1999-2003exercint la regidoria-presidència dels districtes de Salamanca (1995-2000), Villaverde (1995-1996), Retiro (1996-1999). També va formar part de la Junta de Govern municipal com a regidor de l'Àrea de Circulació i Transports (1999-2000) i com a regidor de l'Àrea de Cultura, Educació, Joventut i Esports (2000-2003).
Amic i col·laborador del regidor assassinat del PP Gregorio Ordóñez, es va presentar simbòlicament a les elecciones municipales de 2003 com a candidat del PP a Orexa, un diminut municipi guipuscoà dominat tradicionalment en les eleccions per Batasuna, sense obtenir un sol vot.
Inclòs també com a número 19 de la llista del PP per a les eleccions a l'Assemblea de Madrid de maig de 2003, va ser escollit diputat de la efímera sisena legislatura del parlament regional, coneguda amb el nom del Tamayazo. Va repetir en el mateix lloc de la candidatura per a les eleccions a l'Assemblea de Madrid d'octubre de 2003, i va renovar el seu escó. No obstant això, va renunciar al 25 de novembre de 2003 a l'acta de diputat, exercint entre 2003 i 2007 de director general de Relacions Externes de la Conselleria de Presidència de la Comunitat de Madrid, pel que sembla, en la pràctica una mena de cap de protocol d'Esperanza Aguirre.
De tornada com a regidor al consistori de la capital espanyola en 2007 després de les eleccions municipals de 2007, va ser regidor-president del districte de Moratalaz (2007-2011), i, reelegit a les eleccions municipals de 2011, del districte de Salamanca (2011-2015). Després del resultat de les eleccions municipals de 2015 va passar a exercir de regidor a l'oposició.
El 22 d'abril de 2019 va fer públic el seu desacord amb el lloc a la llista que el PP li havia reservat per a les eleccions municipals de 2019, per considerar que mereixeria una posició més alta, i va anunciar el seu pas a Vox, partit que li havia ofert un lloc en la seva llista.